# Michael G. Mullen

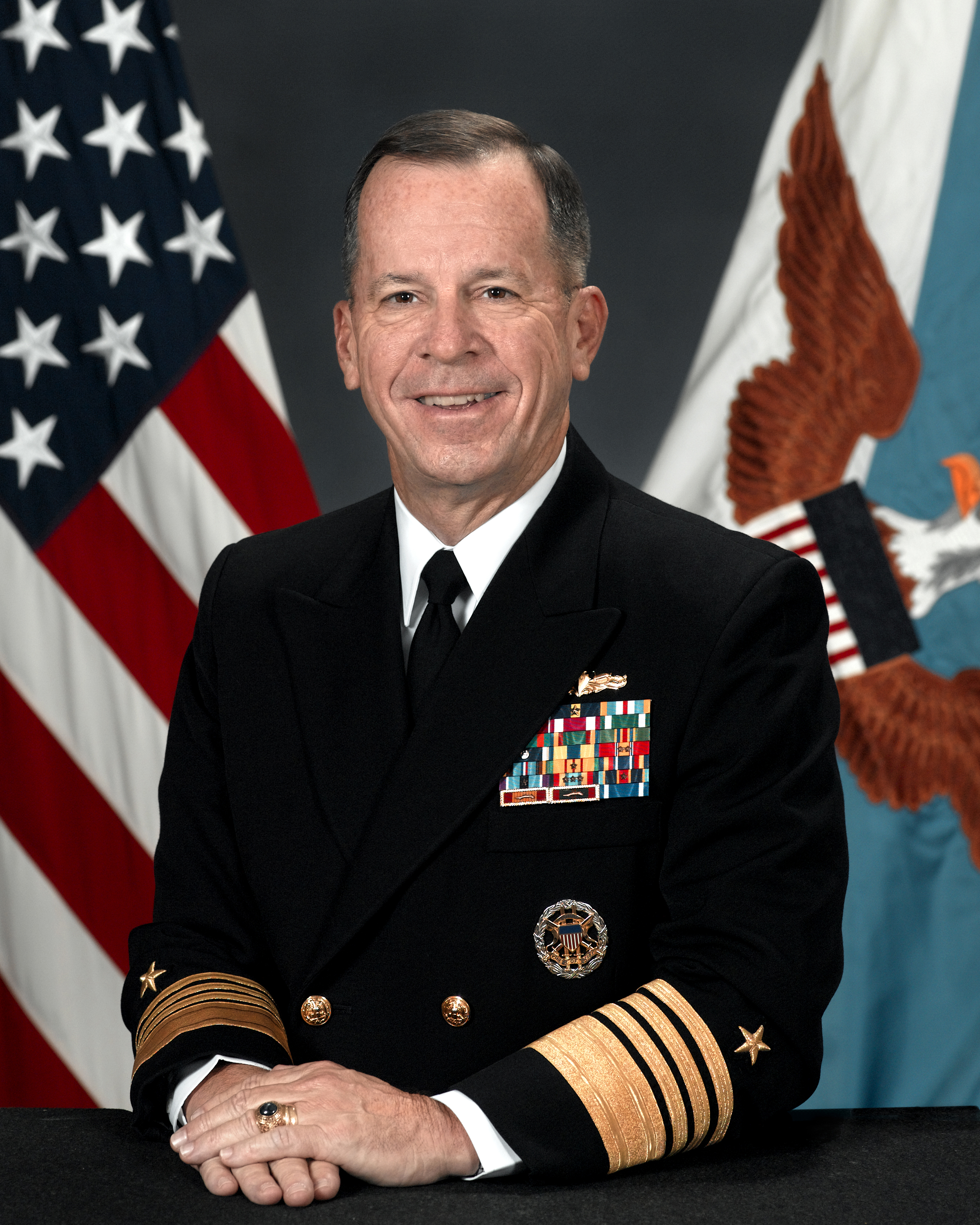
Admiral Michael Mullen

Michael Glenn Mullen (* 4. Oktober 1946 in Los Angeles) ist ein Admiral a. D. der US Navy. Von Oktober 2007 bis September 2011 war er Vorsitzender der Joint Chiefs of Staff und damit der ranghöchste Soldat der US-Streitkräfte. Davor diente er als 28. Chief of Naval Operations (CNO).

## Militärische Laufbahn
Mullen schloss die United States Naval Academy 1968 ab. Erste Einsätze auf See absolvierte er auf den Zerstörern Collett und Blandy, später dann auf den beiden Belknap-Kreuzern Fox und Sterett.
Mullen kommandierte in seiner Laufbahn drei Schiffe: die Noxubee, Goldsborough und die Yorktown. Später hatte er den Befehl über die Cruiser-Destroyer Group Two und die Kampfgruppe um den Träger George Washington. Sein letztes Kommando auf See war über die 2. Flotte im Atlantik. Vom August 2003 bis zum August 2004 diente Mullen als Vice Chief of Naval Operations unter Admiral Vernon E. Clark. Zudem hatte er vom 8. Oktober 2004 bis zum 23. Mai 2005 das Kommando über die US Naval Forces Europe inne. Am 22. Juli 2005 übernahm er schließlich von Clark den Posten des Chief of Naval Operations (CNO).
Am 2. August 2007 stimmte das Armed Services Committee des US-Senats der Nominierung von Mullen als Vorsitzenden der Joint Chiefs of Staff zu. Daher übernahm er am 1. Oktober das Amt von General Peter Pace, der unüblicherweise nicht für eine zweite zweijährige Amtszeit nominiert wurde. Mullen wurde 2009 vom Kongress einstimmig für zwei weitere Jahre im Amt bestätigt und ist Ende September 2011 aus dem Amt geschieden. Sein Nachfolger ist der US-Army-General Martin E. Dempsey. Seine Amtszeit war unter anderem geprägt von der Rücknahme von Don’t ask, don’t tell.

## Auszeichnungen
Auszug, sortiert nach der Order of Precedence of the Military Awards
- Defense Distinguished Service Medal (4 ×)
- Navy Distinguished Service Medal (2 ×)
- Defense Superior Service Medal
- Legion of Merit (6 ×)
- Meritorious Service Medal
- Navy & Marine Corps Commendation Medal
- National Defense Service Medal
- Global War on Terrorism Service Medal
- Humanitarian Service Medal
- Großes Verdienstkreuz mit Stern des Verdienstordens der Bundesrepublik Deutschland[4]